# マシュー・フォーテスキュー (第2代フォーテスキュー男爵)
第2代フォーテスキュー男爵マシュー・フォーテスキュー（英語: Matthew Fortescue, 2nd Baron Fortescue、1719年3月31日 – 1785年7月10日）は、グレートブリテン貴族。

## 生涯
ヒュー・フォーテスキューと2人目の妻ルーシー・エイルマー（Lucy Aylmer、初代エイルマー男爵マシュー・エイルマーの娘）の息子として、1719年3月31日に生まれ、4月17日にグリニッジで洗礼を受けた。
1751年5月2日に異母兄ヒューが死去すると、フォーテスキュー男爵位を継承、同年5月17日に貴族院に初登院した。
1752年7月8日、アン・キャンベル（Anne Campbell、1731年頃 – 1812年5月26日、ジョン・キャンベルの娘）と結婚、2男をもうけた。
- ヒュー（1753年 – 1841年） - 第3代フォーテスキュー男爵、初代フォーテスキュー伯爵
- マシュー（1754年4月12日 – 1842年11月19日） - 1778年11月1日、ヘンリエッタ・アーチャー（Henrietta Archer）と結婚、子供あり。1795年6月6日、ヘンリエッタ・アン・ホーア（Henrietta Anne Hoare、1841年9月5日没、初代準男爵サー・リチャード・ホーアの娘）と再婚、子供あり

バーンスタプル執事長（High Steward of Barnstaple）を務めた。
1785年7月10日に死去、21日にデヴォン州ファイリーで埋葬された。息子ヒューが爵位を継承した。